# Bas van Fraassen
Bastiaan Cornelis (Bas) van Fraassen (Goes, 5 aprile 1941) è un filosofo e professore di filosofia olandese con cittadinanza statunitense, noto per i suoi contributi alla epistemologia detta empirismo costruttivo. 
Ideò la semantica «supervalutazionale», alternativa a quella proposta da Saul Kripke. È professore emerito di filosofia presso la San Francisco State University e professore emerito di filosofia presso l'Università di Princeton.

## Biografia
Van Fraassen è nato nei Paesi Bassi occupati dai tedeschi il 5 aprile 1941. Suo padre, un installatore di vapore, fu costretto dai nazisti a lavorare in una fabbrica di Amburgo. Dopo la guerra, la famiglia si riunì e, nel 1956, emigrò a Edmonton, nel Canada occidentale. 
Van Fraassen ha conseguito il B.A. (1963) presso l'Università di Alberta e il M.A. (1964) e il Ph.D. (1966, sotto la direzione di Adolf Grünbaum) presso l'Università di Pittsburgh.
In seguito insegnò alla Yale University, alla University of Southern California, alla University of Toronto, dal 1982 al 2008 alla Princeton University e dal 2008 alla San Francisco State University.
Van Fraassen è un adulto convertito alla Chiesa Cattolica Romana ed è uno dei fondatori dell'Istituto Kira. È membro dell'American Academy of Arts and Sciences; membro d'oltremare dell'Accademia Reale Olandese delle Arti e delle Scienze dal 1995; e membro dell'Accademia Internazionale di Filosofia delle Scienze.  Nel 1986, van Fraassen ha ricevuto il Premio Lakatos per i suoi contributi alla filosofia della scienza e, nel 2012, il premio inaugurale Hempel Award della Philosophy of Science Association per la carriera in filosofia della scienza.
Tra i suoi numerosi studenti ci sono i filosofi Elisabeth Lloyd dell'Università dell'Indiana, Anja Jauernig della New York University, Jenann Ismael della Johns Hopkins University, Ned Hall dell'Università di Harvard, Alan Hajek dell'Australian National University e il professore di matematica Jukka Keranen dell'UCLA.

## Il pensiero
Spesso le decisioni semantiche che non abbiamo prese non hanno importanza, nel senso che la proposizione sarà vera in entrambi i casi, in tutti i modi differenti di prendere la decisione non presa, e di interpretare il significato che non è stato chiarito.
Ad esempio se dico che un famoso architetto ha restaurato casa mia, posso intendere che la  casa sia comprensiva o meno di garage: nella frase non è specificato, ma la proposizione può essere intesa come vera in entrambi i casi (anche se potrebbe essere vero e darsi il caso in cui un famoso architetto ha restaurato casa mia, ma non il garage). Con il metodo delle super-valuations si definisce che una proposizione è super-vera se e solo se è vera in tutti i modi di prendere le decisioni semantiche non prese.
Secondo Lewis, questa indeterminazione si estende a qualsiasi proposizione: tutte le cose sono in qualche modo vaghe, perché hanno “questionable parts”, parti di cui si può dubitare se vi appartengano o meno. Analogamente, ogni processo valutativo presenta una serie di decisioni non prese.